# NASCAR Heat 2
NASCAR Heat 2 es un videojuego de carreras de Monster Games y publicado por 704Games. Es la secuela de NASCAR Heat Evolution, y fue lanzado el 12 de septiembre de 2017 para PlayStation 4, Xbox One y Windows a través de Steam. Kyle Busch aparece en la portada. La NASCAR Camping World Truck Series y la NASCAR Xfinity Series aparecen en el juego por primera vez desde el lanzamiento de 2008 de EA Sports, NASCAR 09. También se incluyen pistas independientes de Truck y Xfinity, como Eldora Speedway y Gateway Motorsports Park (antes de que se agregara al calendario de la copa en 2022). Las tres series se pueden jugar en línea y, en el modo carrera, el jugador puede ascender en la clasificación para conquistar la Monster Energy NASCAR Cup Series.
NASCAR Heat 2 también fue el título provisional de NASCAR: Dirt to Daytona, ya que sus logotipos aparecen en algunos menús del juego de 2002.

## Jugabilidad
El modo Carrera ofrece a los jugadores la posibilidad de empezar en la NASCAR Camping World Truck Series y avanzar hasta la Monster Energy NASCAR Cup Series. El jugador puede utilizar su propio coche o utilizar un piloto de un equipo. Al principio, los usuarios eligen un piloto entre las ofertas de asientos calientes en la Truck Series y avanzan en los rangos hasta la Copa. Los usuarios también pueden jugar una simulación de campeonato de una sola temporada. También se incluyen multijugador en línea, con carreras de hasta 40 jugadores, o multijugador local en pantalla dividida. El juego también incluye desafíos con diferentes pistas y pilotos; todos tienen la voz de Claire B. Lang.
El 30 de abril de 2021, se cerraron los servidores en línea de NASCAR Heat 2 y NASCAR Heat 3.

## Pilotos
NASCAR Heat 2 cuenta con pilotos de las tres series nacionales de NASCAR en el juego (42 pilotos de MENCS, 43 pilotos de NXS y 32 pilotos de NCWTS). Sin embargo, hay algunas omisiones notables, incluyendo a Beard Motorsports con el piloto Brendan Gaughan en la Monster Energy NASCAR Cup Series, y todos los pilotos de GMS Racing tanto en la NASCAR Xfinity Series como en la NASCAR Camping World Truck Series, excluyendo a Justin Haley. Las listas de pilotos de la Monster Energy NASCAR Cup Series, NASCAR Xfinity Series, y NASCAR Camping World Truck Series han sido confirmados por 704Games. En un parche lanzado en octubre, 704 agregó a todos los pilotos restantes de NASCAR Next, incluidos Hailie Deegan y Chase Purdy.
El piloto de Toyota con la mejor posición en la Sprint All-Star Race fue seleccionado como el piloto de portada; El año pasado: Carl Edwards ganó la competencia de piloto de portada con un cuarto puesto. Se retiró de NASCAR el 9 de enero de 2017 y le entregó su auto a Daniel Suárez. Ese año, los pilotos elegibles fueron Kyle Busch, Denny Hamlin, Matt Kenseth y Martin Truex Jr. Busch ganó la competencia de piloto de portada con una victoria en la NASCAR All-Star, terminando segundo en la Etapa 2 en ese evento y ganando el evento.

## Banda sonora
| Canción              | Artista                             |
| -------------------- | ----------------------------------- |
| "Chemical Weapon"    | Steve Everett                       |
| "Hurricane Woman"    | Wild Adriatic                       |
| "Little Gift"        | Umphrey's McGee                     |
| "Not Quite Done Yet" | Sir Cadian Rhythm                   |
| "Hurricane"          | Angela Perley and the Howlin' Moons |
| "You Can't Hurt Me"  | Thomas Wynn and The Believers       |
| "Some Nerve"         | Wild Adriatic                       |
| "Push"               | Red Sun Rising                      |
| "Check It Out"       | Oh The Larceny                      |
| "This Is Who We Are" | Written In Kings                    |
| "Weather"            | Fire Fences                         |
| "Scout"              | Inner Image                         |
| "I Wanna Fly"        | The Bihlman Bros.                   |
| "Gettin' Home"       | Simplified                          |
| "Bone Crunching"     | Patrick Robert Murdoch              |

## Recepción

### Reconocimientos
El juego fue nominado a la categoría "Juego de carreras de franquicia" en la 17.ª edición de los premios anuales de la Academia Nacional de Críticos de Videojuegos.